# Чемпионат мира по баскетболу 1990
Чемпионат мира по баскетболу 1990 — одиннадцатый чемпионат мира по баскетболу среди мужчин. В честь 40-летнего юбилея проведения ЧМ руководство ФИБА решило провести ЧМ-1990 там же, где состоялось первое мировое первенство — в Аргентине. Чемпионом в третий раз стала сборная команда Югославии.

## История
Предварительный круг прошёл в Росарио, Санта-Фе, Кордове и Вилья-Бальестере, игры за 9-16 места — в Сальте, а матчи соперников за 1-8 позиции — в Буэнос-Айресе.
Сборная СССР приехала в ослабленном составе: отказались играть за команду литовские баскетболисты Сабонис, Марчюлёнис, Хомичюс, Куртинайтис.
После совсем не провального ЧМ-1986, в котором приняли участие 24 сборных, организаторы вернулись к формату соревнований с 16-ю командами. Первые две команды каждой из групп предварительного круга попадали в четвертьфинальные группы и продолжали борьбу за медали. Остальные включались в борьбу за 9-16 места
«Большая тройка»: США, СССР и Югославия: успешно прошла предварительный раунд. Югославия проиграла на этом этапе Пуэрто-Рико, но продолжала оставаться одним из главных претендентов на золотые медали. СССР без литовских звёзд уверенно обыграли соперников первого круга, впрочем, как и США, лидерами у которых были Билли Оуэнс, Алонзо Моурнинг, Кенни Андерсон и Кристиан Лэйттнер, а тренировал команду тренер университета «Дьюк» Майк Кржижевски.
Самая запутанная ситуация сложилась в группе В, где одинаковое количество побед добыли сразу три неслабых сборных — Австралии, Бразилии и Италии. После пересчёта очков «лишними» оказались итальянцы, которых подвело крупное поражение от бразильцев, ведомых Оскаром Шмидтом (109:125).
В четвертьфинальных группах борьба не ослабевала ни на минуту. СССР, потерпев от Югославии наибольшее в своей истории на чемпионатах поражение (77:100), в последнем туре для продолжения борьбы обязана была выиграть у Бразилии. И, благодаря Волкову и Тихоненко, советские баскетболисты победили 110:100 и вышли в полуфинал.
В другой группе четвертьфинала всех сразили наповал игроки Пуэрто-Рико. Они обыграли и австралийцев, и хозяев первенства, а затем сумели одолеть даже США (81:79, Ортис набрал 22 очка) и заслуженно заняли первое место в своей четвертьфинальной группе. Американцы же, добившись очень трудных побед над Австралией (79:78) и Аргентиной (104:100), лишь силой воли пробились в полуфинал.
Баскетболисты СССР остановили сенсацию ЧМ-1990 — сборную Пуэрто-Рико, уверенно обыграв их со счётом 98:82. Во втором полуфинале борьбы было больше. Алонзо Моурнинг, набравший 26 очков, стал лидером команды американцев, но югославы очень хорошо разбирались в баскетболе США, зная его изнутри. У трёх игроков сборной (Петрович, Паспаль и Дивац) продолжались контракты в НБА. К тому же, балканцы показали потрясающий процент попаданий из-за трёхочковой линии, из 19 бросков попав 11 (57,8 %). Дражен Петрович (31 очко) и Тони Кукоч (19) стали главными строителями победы Югославии — 99:91.

### Лучшие игроки ЧМ
Лучшим игроком чемпионата был признан Тони Кукоч.
В сборной СССР самые результативные — В.Тихоненко (154 очка), А.Волков (141 очко, при 55 подборах), В.Бережной (79 очков), С.Базаревич (72 очка).

## Первый раунд

### Группа А
| Группа A    |         |           |
| Югославия   | 92 — 84 | Венесуэла |
| Пуэрто-Рико | 78 — 75 | Ангола    |
| Югославия   | 92 — 79 | Ангола    |
| Пуэрто-Рико | 88 — 74 | Венесуэла |
| Пуэрто-Рико | 82 — 75 | Югославия |
| Венесуэла   | 83 — 77 | Ангола    |

| Сборная     | И | В | Н | П | М         | Очки |
| ----------- | - | - | - | - | --------- | ---- |
| Пуэрто-Рико | 3 | 3 | 0 | 0 | 248 − 224 | 6    |
| Югославия   | 3 | 2 | 0 | 1 | 259 − 245 | 5    |
| Венесуэла   | 3 | 1 | 0 | 2 | 241 − 257 | 4    |
| Ангола      | 3 | 0 | 0 | 3 | 231 − 253 | 3    |

### Группа B
| Группа B  |          |           |
| Австралия | 106 — 85 | Китай     |
| Бразилия  | 125—109  | Италия    |
| Бразилия  | 138 — 95 | Китай     |
| Италия    | 94 — 89  | Австралия |
| Австралия | 69 — 68  | Бразилия  |
| Италия    | 115 — 76 | Китай     |

| Сборная   | И | В | Н | П | М         | Очки |
| --------- | - | - | - | - | --------- | ---- |
| Бразилия  | 3 | 2 | 0 | 1 | 331 − 273 | 5    |
| Австралия | 3 | 2 | 0 | 1 | 264 − 247 | 5    |
| Италия    | 3 | 2 | 0 | 1 | 318 − 290 | 5    |
| Китай     | 3 | 0 | 0 | 3 | 256 − 359 | 3    |

### Группа C
| Группа C |          |             |
| США      | 103 — 95 | Греция      |
| Испания  | 130—101  | Южная Корея |
| США      | 146 — 67 | Южная Корея |
| Греция   | 102 — 93 | Испания     |
| США      | 95 — 85  | Испания     |
| Греция   | 119 — 76 | Южная Корея |

| Сборная     | И | В | Н | П | М         | Очки |
| ----------- | - | - | - | - | --------- | ---- |
| США         | 3 | 3 | 0 | 0 | 248 − 224 | 6    |
| Греция      | 3 | 2 | 0 | 1 | 259 − 245 | 5    |
| Испания     | 3 | 1 | 0 | 2 | 241 − 257 | 4    |
| Южная Корея | 3 | 0 | 0 | 3 | 231 − 253 | 3    |

### Группа D
| Группа D  |          |           |
| СССР      | 97 — 77  | Аргентина |
| Канада    | 83 — 68  | Египет    |
| Аргентина | 96 — 88  | Канада    |
| СССР      | 102 — 76 | Египет    |
| СССР      | 90 — 81  | Канада    |
| Аргентина | 82 — 65  | Египет    |

| Сборная   | И | В | Н | П | М         | Очки |
| --------- | - | - | - | - | --------- | ---- |
| СССР      | 3 | 3 | 0 | 0 | 289 − 234 | 6    |
| Аргентина | 3 | 2 | 0 | 1 | 255 − 250 | 5    |
| Канада    | 3 | 1 | 0 | 2 | 252 − 254 | 4    |
| Египет    | 3 | 0 | 0 | 3 | 209 − 267 | 3    |

## Второй раунд

### Группа E
| Группа E    |         |           |
| США         | 104—100 | Аргентина |
| Пуэрто-Рико | 89 — 79 | Австралия |
| США         | 79 — 78 | Австралия |
| Пуэрто-Рико | 92 — 76 | Аргентина |
| Пуэрто-Рико | 81 — 79 | США       |
| Австралия   | 95 — 91 | Аргентина |

| Сборная     | И | В | Н | П | М         | Очки |
| ----------- | - | - | - | - | --------- | ---- |
| Пуэрто-Рико | 3 | 3 | 0 | 0 | 262 − 234 | 6    |
| США         | 3 | 2 | 0 | 1 | 262 − 259 | 5    |
| Австралия   | 3 | 1 | 0 | 2 | 252 − 259 | 4    |
| Аргентина   | 3 | 0 | 0 | 3 | 267 − 291 | 3    |

### Группа F
| Группа F  |          |          |
| Югославия | 105 — 86 | Бразилия |
| СССР      | 75 — 57  | Греция   |
| Югославия | 100 — 77 | СССР     |
| Греция    | 103 — 88 | Бразилия |
| Югославия | 77 — 67  | Греция   |
| СССР      | 110—100  | Бразилия |

| Сборная   | И | В | Н | П | М         | Очки |
| --------- | - | - | - | - | --------- | ---- |
| Югославия | 3 | 3 | 0 | 0 | 282 − 230 | 6    |
| СССР      | 3 | 2 | 0 | 1 | 262 − 257 | 5    |
| Греция    | 3 | 1 | 0 | 2 | 227 − 240 | 4    |
| Бразилия  | 3 | 0 | 0 | 3 | 274 − 318 | 3    |

## Полуфиналы
| СССР      | 98 — 82 | Пуэрто-Рико |
| Югославия | 99 — 91 | США         |

## Матч за 3-е место
В матче за третье место США лишь в овертайме сломили сопротивление пуэрториканцев — 107:105.
| США | 107—105 | Пуэрто-Рико |

## Финальный матч
Главной примечательностью финала чемпионата стало большое доминирование одной команды над другой. Югославы без особых усилий второй раз на турнире обыграли сборную СССР, и снова с большим преимуществом — 92:75. Петрович у победителей набрал 20 очков. Таким образом, Югославия получила третий в своей истории комплект золотых медалей мирового первенства.
| Югославия | 92 — 75 | СССР |

- Югославия: Дражен Петрович, Велимир Перасович, Зоран Чутура, Тони Кукоч, Жарко Паспаль, Юри Здовц, Желько Обрадович, Радисав Чурчич, Владе Дивац, Арьян Комазец, Зоран Йованович, Зоран Савич. Тренер: Душан Ивкович
- СССР: Виктор Бережной, Андрей Лопатов (оба — «ЦСКА»), Сергей Базаревич, Дмитрий Сухарев (оба — «Динамо», Москва), Александр Белостенный («Сарагоса», Испания), Александр Волков («Атланта Хокс», США), Игорь Пинчук («Строитель», Киев), Гундарс Ветра («ВЭФ», Рига), Валерий Королев («Спартак», Ленинград), Олег Мелещенко, Валерий Тихоненко (оба — «СКА», Алма-Ата), Тийт Сокк («Калев»). Тренеры: Владас Гарастас, Зураб Хромаев.

## Места
| Место | Команда     |
| ----- | ----------- |
| 1     | Югославия   |
| 2     | СССР        |
| 3     | США         |
| 4     | Пуэрто-Рико |
| 5     | Бразилия    |
| 6     | Греция      |
| 7     | Австралия   |
| 8     | Аргентина   |
| 9     | Италия      |
| 10    | Испания     |
| 11    | Канада      |
| 12    | Венесуэла   |
| 13    | Ангола      |
| 14    | Египет      |
| 15    | Китай       |
| 16    | Южная Корея |

## Символическая сборная
- Оскар Шмидт
- Тони Кукоч
- Владе Дивац
- Кенни Андерсон
- Фико Лопес

## Бомбардиры (среднее количество очков)
1. Оскар Шмидт 35.5
2. Антонелло Рива 29.3
3. Панайотис Яннакис 25.6
4. Эндрю Гэйз 24.3
5. Хорди Вилльякампа 23.2
6. Юр Же 21.6
7. Дражен Петрович 21.5
8. Габриэль Эстаба 20.5
9. Валерий Тихоненко 19.2
10. Ван Фей 18.8

## Интересные факты
- ЧМ-1990 — последний ЧМ, на котором играли сборные СССР и Югославии.
- ЧМ-1990 — последний ЧМ, на котором за команду США не выступали профессионалы из НБА.